# Spinell
A spinell az oxidásványok közé tartozó ásvány, azon belül a spinellcsoport és spinell-gahnit sorozat névadó tagja. Kémiailag magnézium-alumínium-oxid, köbös rendszerben kristályosodik, leggyakrabban oktaéderes alakban jelenik meg, melynek lapjai görbültek, az élek lesarkítottak. Ritkábban dodekaéderként is előfordul, tömeges szemcsés formában is megtalálható.  Gyakoriak az ikerkristályok és a laposra torzult formák. Jellegzetes tulajdonsága, hogy hő hatására színe megváltozik. Felfedezője 1647-ben Boelus. 1920 óta alumíniumoxid és magnéziumoxid olvadékából ipari méretekben állítják elő csiszolóanyagnak.
Az eddigi legnagyobb spinell kristályt 2005-ben Vietnamban találták Yen Bai tartományban, A kristály átmérője 17,8 cm, színe: ibolyáspiros (balasrubin).
Kémiai összetétele:
- Magnézium (Mg) = 17,1%
- Alumínium (Al) = 37,9%
- Oxigén (O) = 45,0%

Neve az olasz spinella (töviske), közvetve a latin spina (tövis) szóból ered a kristályok alakjára utalva.

## Ékszeripari felhasználása
A spinell kedvelt ékszeripari alapanyag, rendkívül változatos színekben jelenhet meg. A színváltozatokat az okozza, hogy a magnézium mellett már nagyon kis mennyiségben beépülhet a kristályrácsba vas, mangán, cink, kalcium vagy titán, míg az alumínium mellett króm és három vegyértékű vas. Ezek a kristályrácsba beépülő kationok, melyek az elemzések méréshatárán belüli mennyiségben jelennek meg a szín és a színárnyalatok változatosságát adják. Drágakőként a jácintpiros rubicell, a vérvörös goutte de sang vagy vércseppspinell, a kárminvörös rubinspinell, az ibolyáspiros balasrubin, a barnás és kékesvörös almandinspinell, a zöld clorospinell,  a kék cinkspinell vagy zafirspinell, a fekete pleonaszt vagy ceylonit a kedveltek. a kristályokban kialakuló zárványok (rutil, titanit, kisebb cirkon vagy dolomit) gyakran eredményeznek különleges megjelenést. A spinellt gyakran tévesztik rubinnal. Így az angol koronaékszerek között őrzött Fekete Herceg-ről és a Timur-ról utólagos vizsgálatokkal derítették ki, hogy nem rubinok, hanem spinellek.

## Keletkezése
Metaszomatikusan kontakt hatásra alakulnak ki a spinell kristályok gránit, mészkő, dolomit. márvány és szerpentin kőzetek érintkezési zónájában. Másodlagosan folyók homokhordalékainak torlataiban rubin, cirkon és zafír társaságában is megtalálható.
Hasonló ásványok: korund, cirkon, a gránátcsoport egyes tagjai és a rubin.

## Előfordulásai

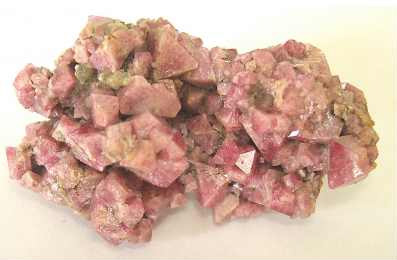
Tömeges spinell

Németország területén Odenwald közelében. Olaszországban a Vezúv vidékén. Svédország területén. Oroszországban az Ural-hegységben több helyen sötétvörös spinell található. Jelentős előfordulások vannak India, Burma, Srí Lanka, Thaiföld, Ausztrália és Brazília területén. Az Egyesült Államok New York szövetségi államban.
Kísérő ásványok: dolomit, magnezit, kalcit és korund.
Nógrád vármegyében, Salgótarján mellett a Medves-hegy bazalt takarójának egy része kristálytufa előfordulás, melyben a spinell sötétkék-feketés pleonaszt változatát mutatták ki.